# Kubšice
Kubšice (en allemand : Gubschitz) est une commune du district de Znojmo, dans la région de Moravie-du-Sud, en République tchèque. Sa population s'élevait à 154 habitants en 2020.

## Géographie
Kubšice se trouve à 10 km au sud-est de Moravský Krumlov, à 26 km au sud-ouest de Brno, à 31 km à l'est-nord-est de Znojmo et à 187 km au sud-est de Prague.
La commune est limitée par Vedrovice au nord-ouest, par Jezeřany-Maršovice au nord, par Loděnice au nord-est, par Šumice au sud-est et par Olbramovice au sud-ouest.

## Histoire
La première mention écrite de la localité date de 1353.